# Vieux-Vy-sur-Couesnon
Vieux-Vy-sur-Couesnon è un comune francese di 1 103 abitanti situato nel dipartimento dell'Ille-et-Vilaine nella regione della Bretagna.
Nel territorio comunale il fiume Minette confluisce nel Couesnon. 

## Società

### Evoluzione demografica
Abitanti censiti